# Luigi Mannelli
Luigi Mannelli (ur. 21 lutego 1939 w Neapolu, zm. 14 marca 2017 tamże) – włoski piłkarz wodny. Złoty medalista olimpijski z Rzymu.
Zawody w 1960 były jego drugimi igrzyskami olimpijskimi, wspólnie z kolegami został mistrzem olimpijskim. W turnieju wystąpił w dwóch meczach i zdobył cztery bramki. Brał również udział, w wieku 17 lat, w IO 56 (czwarte miejsce).